# Arena de Pernambuco
O Estádio Governador Carlos Wilson Campos, conhecido como Arena de Pernambuco, é um estádio de futebol construído em São Lourenço da Mata, município da Região Metropolitana do Recife, para os jogos da Copa das Confederações FIFA de 2013 e da Copa do Mundo FIFA de 2014 em Pernambuco.
Com padrão internacional, tem capacidade para 44.300 pessoas e 4.700 vagas de estacionamento, sendo 800 cobertas.
Após o Mundial, a arena vem sendo usada para jogos de futebol, outras competições esportivas, feiras, convenções, shows e grandes espetáculos dos mais variados portes e tamanhos. Paralelamente a isso, a Arena de Pernambuco também sedia eventos privados, como confraternizações de empresas e firmas, além de reuniões comerciais, com mais de 25 espaços diferentes para eventos.
O custo foi de sua obra foi de R$ 532 milhões. A arena é administrada atualmente pelo Governo de Pernambuco.

## Investidores

### Odebrecht
A Odebrecht (atual Novonor) foi a empresa ganhadora da licitação para a construção e operação da Arena de Pernambuco para a Copa do Mundo FIFA de 2014. Na verdade, tratou-se de um consórcio formado por duas empresas do grupo, a Odebrecht Participações e Investimentos (OPI) e a Construtora Norberto Odebrecht (CNO).
A organização também é responsável pela construção de um terço das novas Arenas. Além da Arena de Pernambuco, a Odebrecht construiu ou reformou a Arena Corinthians (em São Paulo), a Arena Fonte Nova (em Salvador) e o Maracanã (no Rio de Janeiro).

### AEG e AECOM

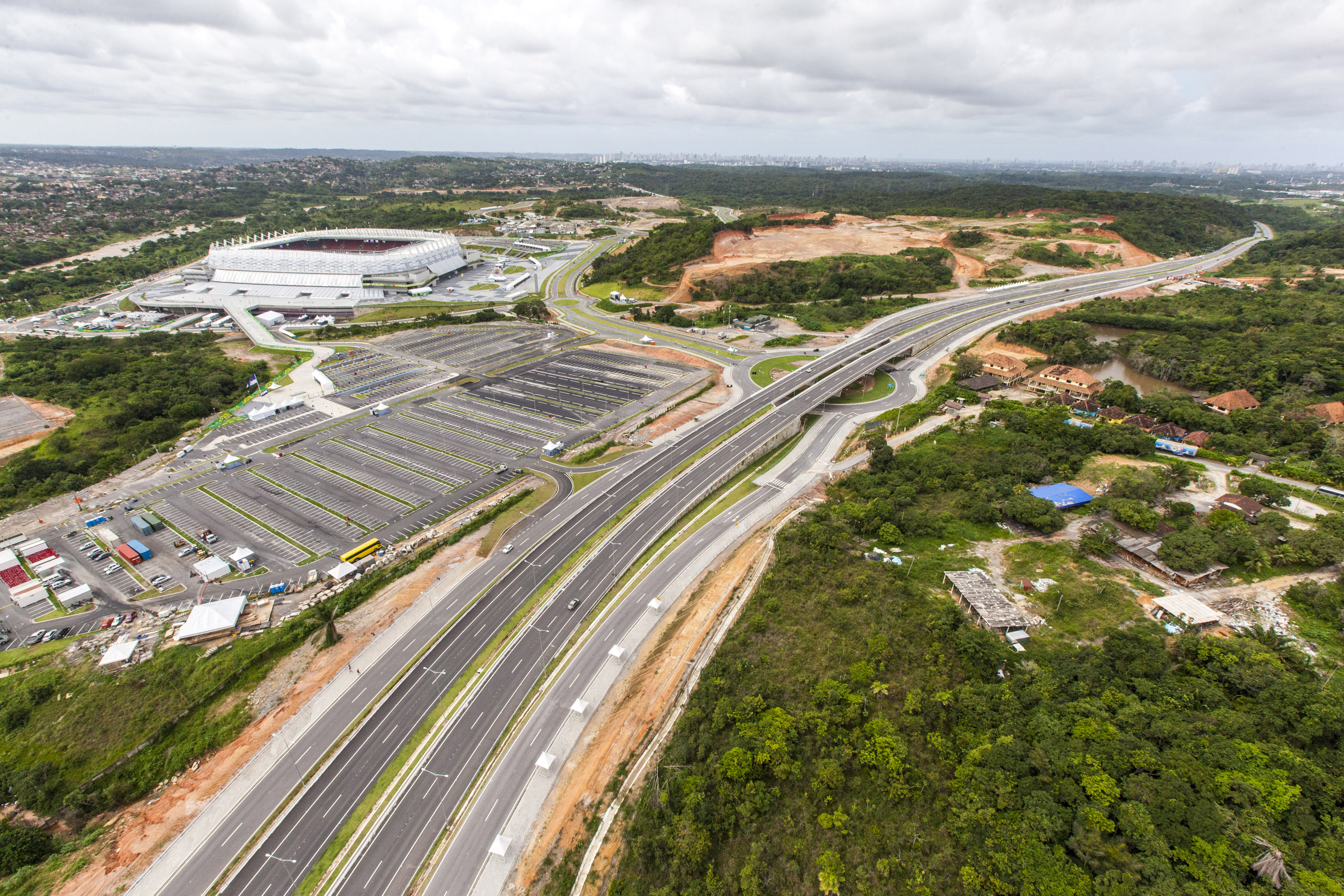
Acesso viário à Itaipava Arena de Pernambuco

A AEG (Anschutz Entertainment Group) é uma empresa americana, líder no mercado de entretenimento, esportivo e musical. Foi contratada pelo Consórcio Arena de Pernambuco para operar a arena pernambucana durante os 30 anos de concessão através da AEG Facilities. Ela opera mais de 100 arenas no mundo.
Através da AEG Development, a empresa também é consultora no projeto da Cidade da Copa. A mesma empresa é responsável pela criação e administração do complexo L.A. Live, no centro de Los Angeles, onde estão localizados o Staples Center e o Nokia Theatre L.A. Live, do Home Depot Center em Carson na Califórnia e do The O2 em Londres.
Outra parceira do projeto é a empresa AECOM, que atua no desenvolvimento urbanístico e arquitetônico da Cidade da Copa, além de realizar os estudos de mercado. A mesma empresa foi responsável pelo projeto de Londres para as Olimpíadas de 2012.

### Grupo Petrópolis
Em maio de 2013 o Grupo Petrópolis adquiriu os direitos de nome da Arena de Pernambuco, que passou a ser chamada de Itaipava Arena de Pernambuco. O valor da operação foi de R$ 100 milhões, pelo período de 10 anos, e prorrogável por mais dois períodos de mesma duração. O contrato concedia ao Grupo Petrópolis o direito de exclusividade para as bebidas Itaipava e TNT Energy Drink nos bares e restaurantes da arena.
Além de 100% do espaço publicitário na área externa e de 60% do espaço publicitário da área interna da arena. Durante a realização da Copa das Confederações FIFA e da Copa do Mundo FIFA, o Grupo Petrópolis não poderá exercer tais direitos, por não ser patrocinadora oficial dos eventos.

## A Arena
A construção e operação da Arena se deu através de uma Parceria Público Privada (PPP) entre o Governo de Pernambuco e o Consórcio Arena de Pernambuco. Pela PPP, a concessão é de 33 anos, incluindo os três anos de obras e o período de operação do espaço.
O contrato previa também o uso do terreno do entorno da arena como estratégia para desenvolver a zona Oeste da região metropolitana de Recife, local onde a Odebrecht iria desenvolver o complexo da Cidade da Copa.
Em junho de 2016, o estado de Pernambuco rompeu o contrato com a Odebrecht e assumiu a gestão da Arena de Pernambuco. Pela rescisão, vai pagar R$ 246,8 milhões à construtora nos próximos 15 anos. Um estudo encomendado à Fundação Getúlio Vargas (FGV) sugeriu ao Governo de Pernambuco que o contrato fosse rompido. Com a oficialização dessa rescisão, torna-se inválido também o contrato entre o Náutico e a concessionária.

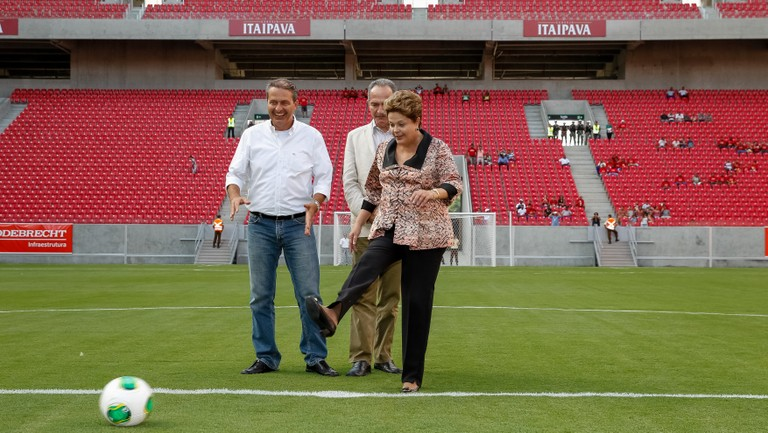
A presidente Dilma Rousseff; o Ministro dos Esportes, Aldo Rebelo (ao centro) e o Governador de Pernambuco, Eduardo Campos, na cerimônia de inauguração da Arena

### Arquitetura

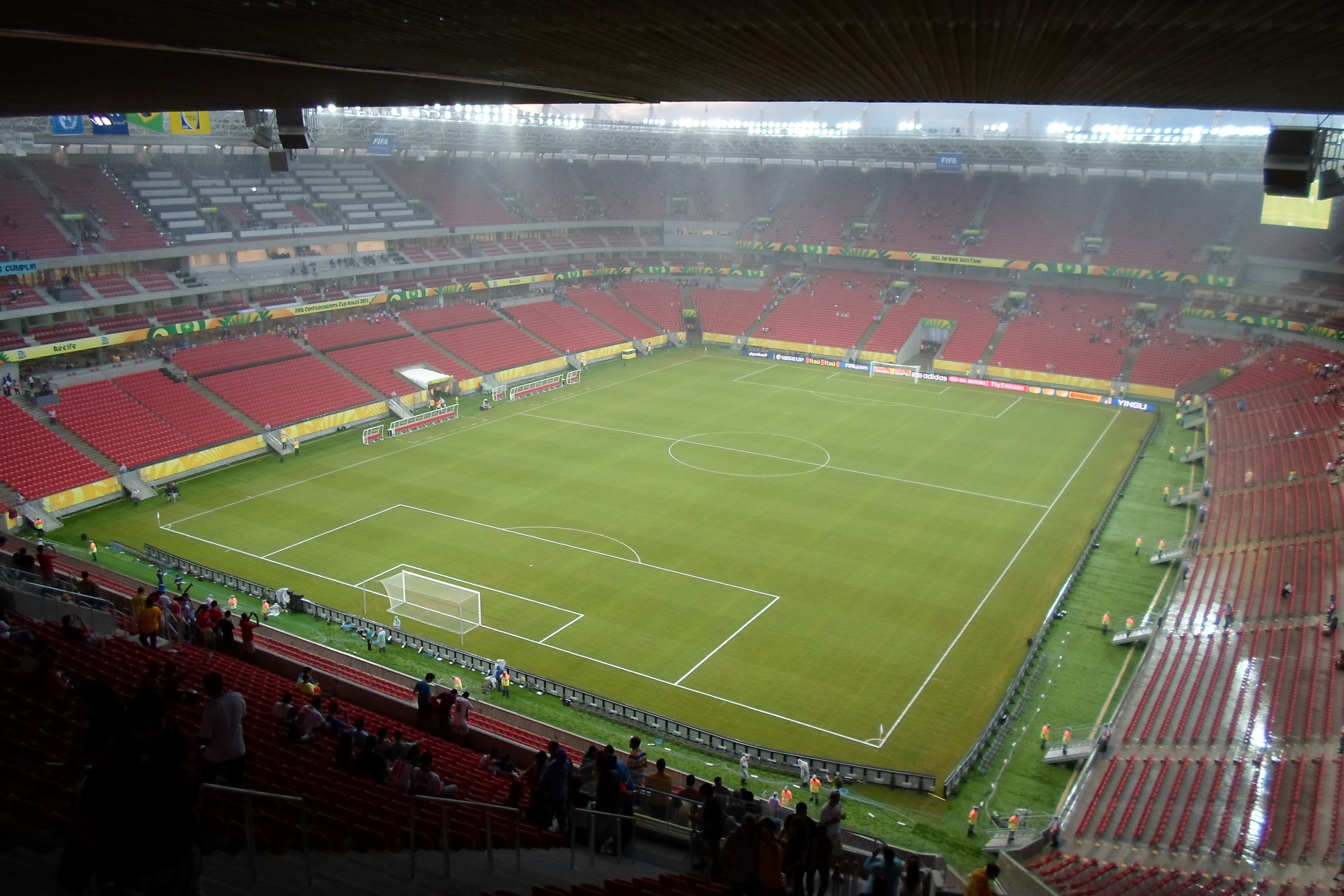
Arena de Pernambuco antes do jogo entre Espanha x Uruguai, pela Copa das Confederações de 2013

Projetado pelo Escritório Fernandes Arquitetos & Associados, também responsável pelos projetos da Arena do Grêmio, Arena Ponte Preta e do novo Maracanã, o empreendimento contará com um estádio no padrão FIFA, com capacidade para 46.000 pessoas em assentos individuais e numerados para partidas de futebol e 63.000 pessoas para eventos musicais (com o uso do gramado).
O espaço ocupará uma área aproximada de 50 hectares e tem 4.700 vagas de estacionamento, sendo 800 cobertas. Numa nova proposta para o Brasil, a arena terá bares e restaurantes, além de shopping center, cinemas, teatro, hotel e centro de convenções no seu entorno.

### Tecnologia
- Telões de LED em alta resolução;
- Câmeras especiais com visão panorâmica 360º;
- Iluminação e sonorização seguindo padrão internacional;
- Aquecimento de água utilizando geradoras de última geração, alimentada a gás, com tecnologia Bosch Buderus (sistema de placas solares coletoras de alto rendimento).

### Conforto
- Diversas opções de convivência, como lounges, bares e restaurantes;
- Amplo espaço para circulação;
- 13 escadas rolantes, 8 elevadores e 4 rampas de acesso;
- Múltipla setorização de assentos com mais opções para o público.

### Segurança
- Central de Comando e Controle com monitoramento do estádio e entorno;
- Dispersão do público em apenas 8 minutos;
- Agentes de segurança em todos os setores do estádio, garantindo o bem estar do público.

### Mudança no projeto

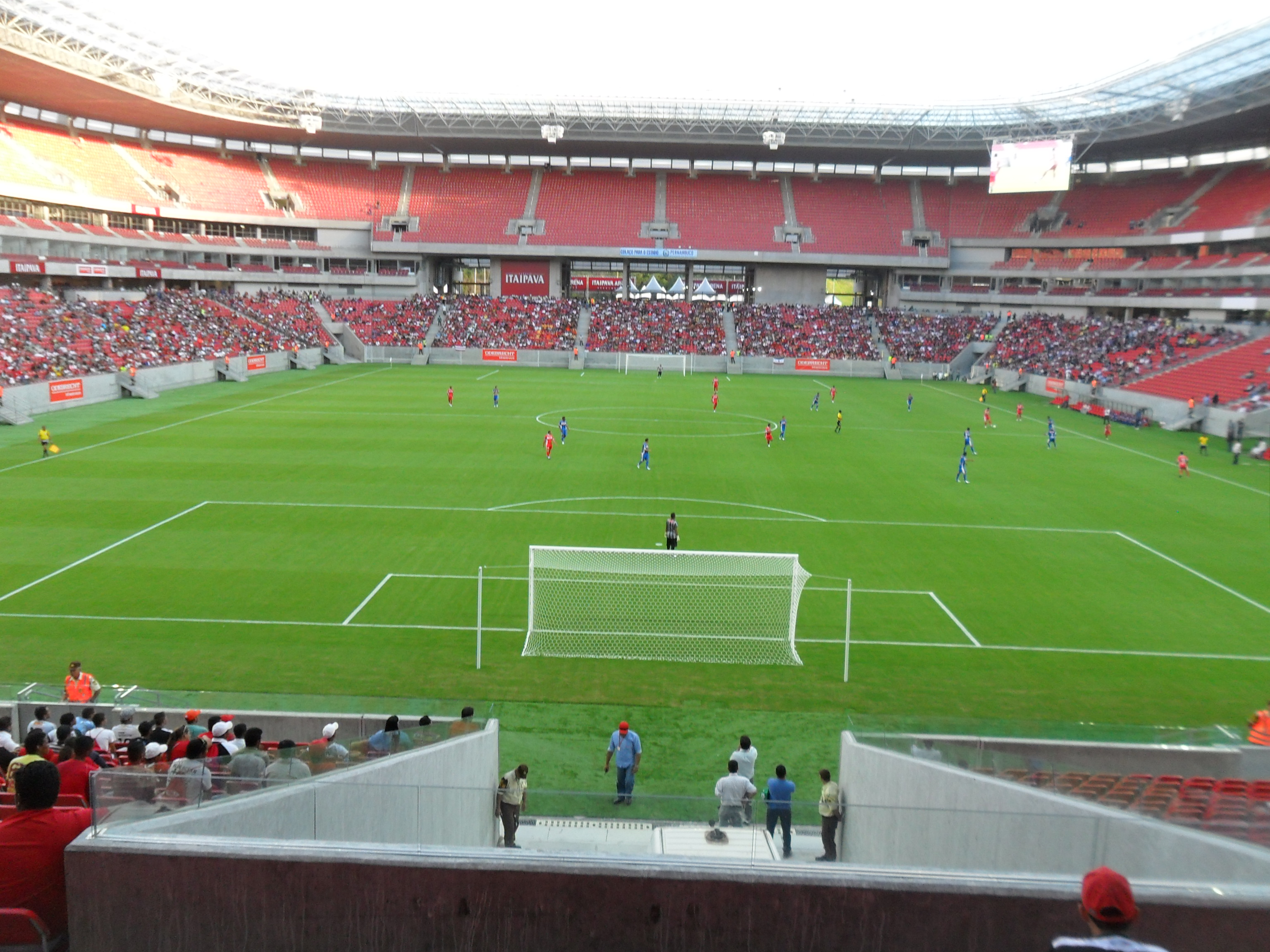
Partida inaugural entre operários que participaram da construção da Arena

Dentre uma das medidas adotadas para acelerar as obras na Arena de Pernambuco, uma delas foi a substituição do revestimento do estádio. Antes, a Arena seria "embalada" por uma camada de vidro e alumínio. Pelo projeto atual, uma material conhecido por EFTE, famoso por conferir à Allianz Arena, estádio do Bayern de Munique, um aspecto de pneu, será o visual do palco pernambucano da Copa do Mundo FIFA. O EFTE é uma espécie de plástico translúcido que permite que haja uma variação de cores em sua fachada. Além de ter ficado célebre na Allianz Arena, o EFTE também foi o material predominante na fachada do Cubo d'Água, famoso parque aquático dos Jogos Olímpicos de Pequim. Em Pernambuco serão usados 20 mil metros quadrados do material, que foi importado da Alemanha e já está no canteiro de obras. De acordo com Marcos Lessa, diretor-presidente do Consórcio Arena de Pernambuco, em Munique são lâmpadas que projetam a iluminação, enquanto o condutor LED será usado em Pernambuco. Lessa garante que a medida permitirá maior dinamismo na mudança do visual da fachada do estádio.
A Arena de Pernambuco está orçada em R$ 531 milhões. Os custos da nova fachada serão revelados após auditoria, mas o valor final deverá aumentar com a tecnologia adotada.

## Eventos esportivos

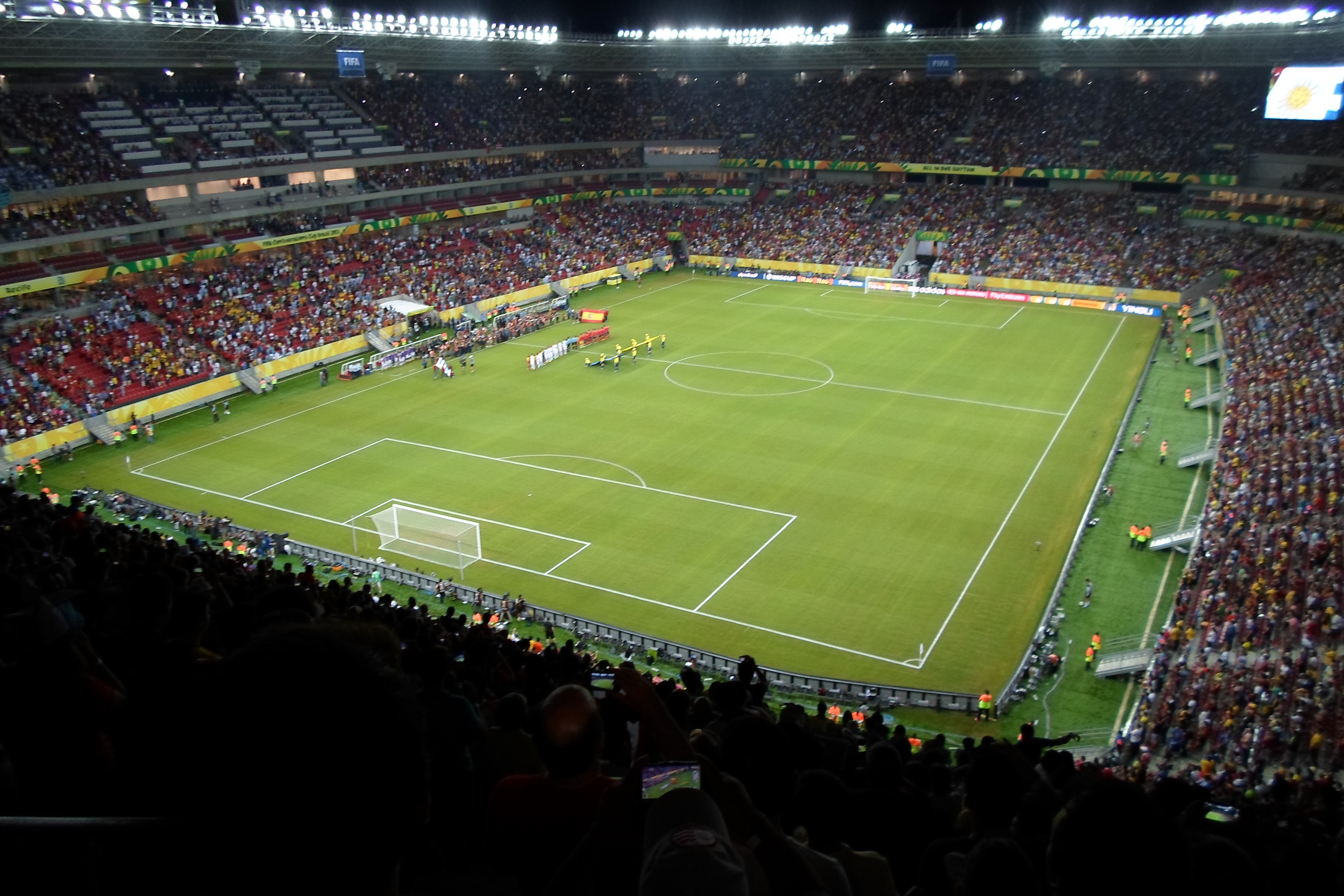
Espanha e Uruguai perfiladas para execução dos hinos nacionais, durante a Copa das Confederações de 2013

A Arena de Pernambuco foi projetada para receber eventos como shows, partidas esportivas, além de feiras e congressos. Os principais eventos são as edições do Campeonato Pernambucano, Campeonato Brasileiro, Copa do Brasil e Copa do Nordeste. Entre 2013 e 2018 o Clube Náutico Capibaribe foi o principal mandante da Arena, antes de voltar para seu estádio original, o Aflitos. No momento o principal mandante é a Associação Acadêmica e Desportiva Vitória das Tabocas.
Além dos campeonatos nacionais, a Arena foi sede da Copa das Confederações FIFA de 2013 e da Copa do Mundo FIFA de 2014. O jogo inaugural da Arena ocorreu em 22 de maio de 2013, numa partida internacional entre o Clube Náutico Capibaribe e o Sporting Club de Portugal, com placar final de 1 a 1. Em 2013 a Arena também foi sede de jogos da Copa Sul-Americana.
Em 29 de setembro de 2024 o Retrô sagrou-se campeão brasileiro da Série D na Arena de Pernambuco.
Há a possibilidade, também, de ser usada em outros esportes, como o futebol americano.

### Partida de inauguração
A partida de inauguração foi realizada entre Náutico e Sporting, de Portugal. O primeiro gol marcado foi contra, de Luiz Eduardo (zagueiro do Náutico).
| Data               | Horário (UTC−3) | Equipe #1 | Placar | Equipe #2 | Público | Renda           |
| ------------------ | --------------- | --------- | ------ | --------- | ------- | --------------- |
| 22 de maio de 2013 | 19:00           | Náutico   | 1–1    | Sporting  | 26 803  | R$ 1 040 104,00 |

### Copa das Confederações FIFA de 2013
A Arena de Pernambuco recebeu três jogos da Copa das Confederações FIFA de 2013, todos da fase inicial.
Jogaram na Arena cinco seleções, sendo três campeãs mundiais Espanha, Itália e Uruguai.
| Data                | Horário (UTC−3) | Equipe #1 | Placar | Equipe #2 | Rodada  | Público |
| ------------------- | --------------- | --------- | ------ | --------- | ------- | ------- |
| 16 de junho de 2013 | 19:00           | Espanha   | 2–1    | Uruguai   | Grupo B | 41 705  |
| 19 de junho de 2013 | 19:00           | Itália    | 4–3    | Japão     | Grupo A | 40 489  |
| 23 de junho de 2013 | 16:00           | Uruguai   | 8–0    | Taiti     | Grupo B | 22 047  |

Curiosidades
- No dia 16 de junho de 2013, jogou na Arena a Espanha, sorteada como cabeça de chave do Grupo B e campeã mundial de 2010.
- No dia 19 de junho de 2013, jogaram na Arena dois rivais do Grupo A (Grupo do Brasil).
- A Seleção Uruguaia é a seleção que mais jogou na Arena de Pernambuco durante a Copa das Confederações. Houve confrontos contra a Espanha e o Taiti.

### Copa do Mundo FIFA de 2014
A Arena de Pernambuco recebeu cinco jogos da Copa do Mundo FIFA de 2014, sendo quatro jogos da fase inicial e um jogo das oitavas de final.
| Data                | Horário (UTC−3) | Mandante        | Placar      | Visitante  | Rodada           | Público |
| ------------------- | --------------- | --------------- | ----------- | ---------- | ---------------- | ------- |
| 14 de junho de 2014 | 22:00           | Costa do Marfim | 2 – 1       | Japão      | Grupo C          | 40 267  |
| 20 de junho de 2014 | 13:00           | Itália          | 0 – 1       | Costa Rica | Grupo D          | 40 285  |
| 23 de junho de 2014 | 17:00           | Croácia         | 1 – 3       | México     | Grupo A          | 41 212  |
| 26 de junho de 2014 | 13:00           | Estados Unidos  | 0 – 1       | Alemanha   | Grupo G          | 41 876  |
| 29 de junho de 2014 | 17:00           | Costa Rica      | 1(5) – (3)1 | Grécia     | Oitavas de final | 41 242  |

Curiosidades
- No dia 23 de junho de 2014, jogaram na Arena dois rivais do Grupo A (Grupo do Brasil), resultado que interessava a Seleção Brasileira.
- No dia 26 de junho de 2014, jogou na Arena de Pernambuco a Seleção Alemã, então cabeça de chave do Grupo G e campeã da Copa do Mundo FIFA de 2014.

### Campeonatos Nacionais e Internacionais
- Campeonato Brasileiro de Futebol de 2013 - Série A
- Copa Sul-Americana de 2013
- Copa Libertadores da América - A partir de 2014
- Copa do Brasil de Futebol - A partir de 2014
- Copa do Nordeste de Futebol - A partir de 2014
- Campeonato Pernambucano de Futebol - A partir de 2014

## Maiores públicos
Esses são os dez maiores públicos da Arena de Pernambuco: 
| Nº | Público[i] | Mandante       | Placar    | Visitante  | Competição                           | Data                 | Ref.   |
| -- | ---------- | -------------- | --------- | ---------- | ------------------------------------ | -------------------- | ------ |
| 1  | 45 500     | Sport          | 0–0       | Náutico    | Campeonato Pernambucano de 2024      | 6 de abril de 2024   | [ 10 ] |
| 2  | 45 492     | Sport          | 0 (5–3) 0 | Santa Cruz | Campeonato Pernambucano de 2024      | 16 de março de 2024  | [ 11 ] |
| 3  | 45 010     | Brasil         | 2–2       | Uruguai    | Elim. Copa do Mundo de 2018          | 25 de março de 2016  | [ 12 ] |
| 4  | 42 653     | Santa Cruz     | 1–1       | Altos      | Campeonato Brasileiro - Série D 2025 | 18 de agosto de 2025 | [ 13 ] |
| 5  | 42 544     | Sport          | 1–1       | Fortaleza  | Copa do Nordeste 2022                | 31 de março de 2022  | [ 14 ] |
| 6  | 42 352     | Náutico        | 2–1       | Central    | Campeonato Pernambucano de 2018      | 8 de abril de 2018   | [ 15 ] |
| 7  | 42 025     | Sport          | 0–2       | Palmeiras  | Campeonato Brasileiro - Série A 2017 | 23 de julho de 2017  | [ 16 ] |
| 8  | 41 994     | Sport          | 2–0       | São Paulo  | Campeonato Brasileiro - Série A 2015 | 19 de julho de 2015  | [ 17 ] |
| 9  | 41 876     | Estados Unidos | 0–1       | Alemanha   | Copa do Mundo FIFA de 2014           | 26 de junho de 2014  | [ 18 ] |
| 10 | 41 705     | Espanha        | 2–1       | Uruguai    | Copa das Confederações FIFA de 2013  | 16 de junho de 2013  | [ 19 ] |

- i. ^ Considera-se apenas o público pagante

### Públicos de jogos envolvendo clubes
| Nº | Público[i] | Mandante   | Placar    | Visitante  | Competição                           | Data                  | Ref.   |
| -- | ---------- | ---------- | --------- | ---------- | ------------------------------------ | --------------------- | ------ |
| 1  | 45 500     | Sport      | 0–0       | Náutico    | Campeonato Pernambucano de 2024      | 6 de abril de 2024    | [ 10 ] |
| 2  | 45 492     | Sport      | 0 (5–3) 0 | Santa Cruz | Campeonato Pernambucano de 2024      | 16 de março de 2024   | [ 11 ] |
| 3  | 42 653     | Santa Cruz | 1–1       | Altos      | Campeonato Brasileiro - Série D 2025 | 18 de agosto de 2025  | [ 20 ] |
| 4  | 42 544     | Sport      | 1–1       | Fortaleza  | Copa do Nordeste 2022                | 31 de março de 2022   | [ 21 ] |
| 5  | 42 352     | Náutico    | 2–1       | Central    | Campeonato Pernambucano 2018         | 8 de abril de 2018    | [ 22 ] |
| 6  | 42 025     | Sport      | 0–2       | Palmeiras  | Campeonato Brasileiro - Série A 2017 | 23 de julho de 2017   | [ 23 ] |
| 7  | 41 994     | Sport      | 2–0       | São Paulo  | Campeonato Brasileiro - Série A 2015 | 19 de julho de 2015   | [ 24 ] |
| 8  | 37 615     | Sport      | 2–2       | Flamengo   | Campeonato Brasileiro - Série A 2014 | 9 de novembro de 2014 | [ 25 ] |
| 9  | 35 882     | Santa Cruz | 2 (5–4) 1 | Sergipe    | Campeonato Brasileiro - Série D 2025 | 9 de agosto de 2025   | [ 26 ] |
| 10 | 35 773     | Sport      | 1–4       | Fortaleza  | Copa do Nordeste de 2024             | 26 de maio de 2024    | [ 27 ] |

- i. ^ Considera-se apenas o público pagante

## Eventos não esportivos

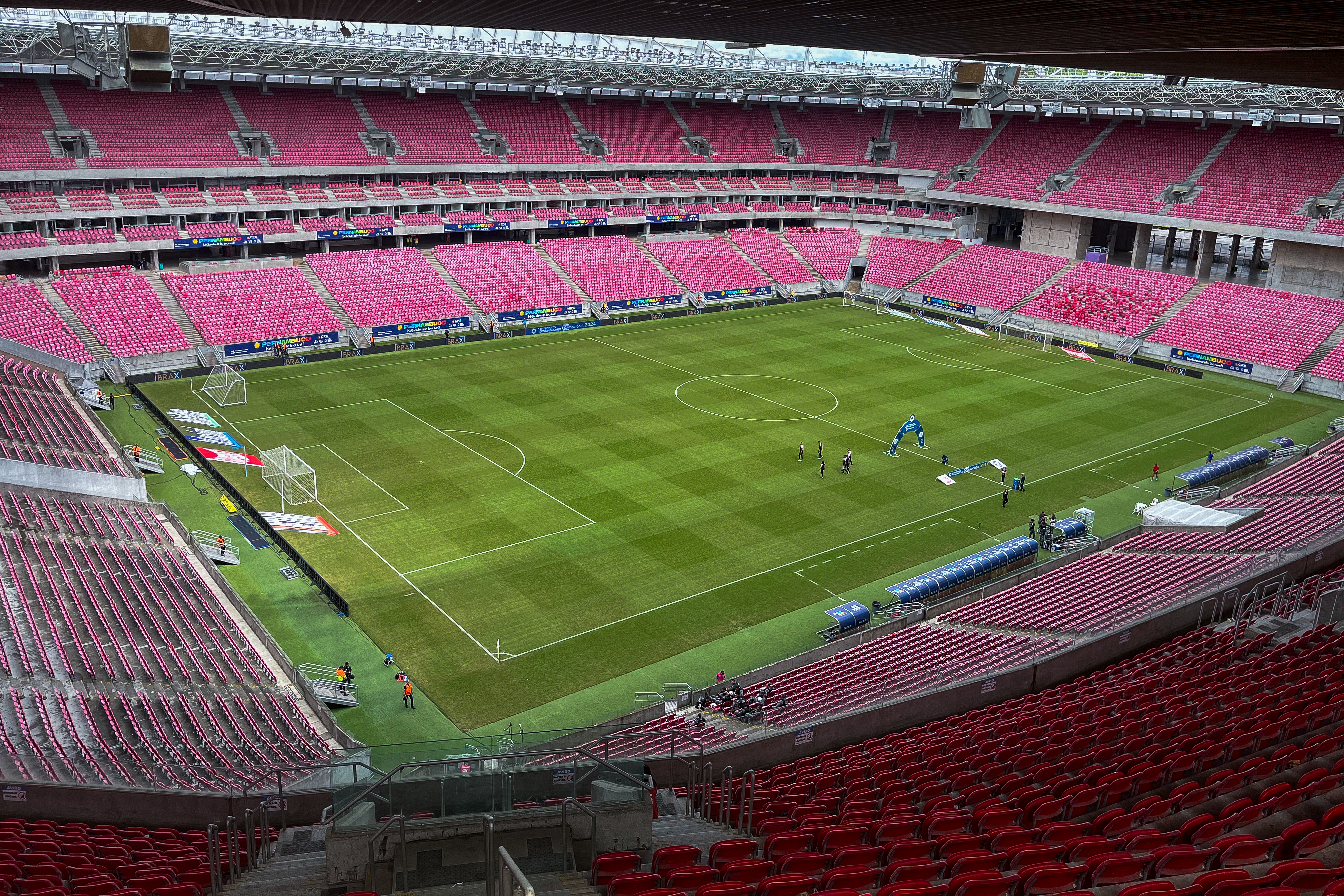
Vista interna da Arena de Pernambuco

- Em 3 de agosto de 2013, a Arena de Pernambuco recebeu a edição 2013 do Maior Show do Mundo, que teve como atrações Wesley Safadão, Cláudia Leitte, que durante sua apresentação gravou um DVD, além dos cantores Thiaguinho e Anitta.[28]

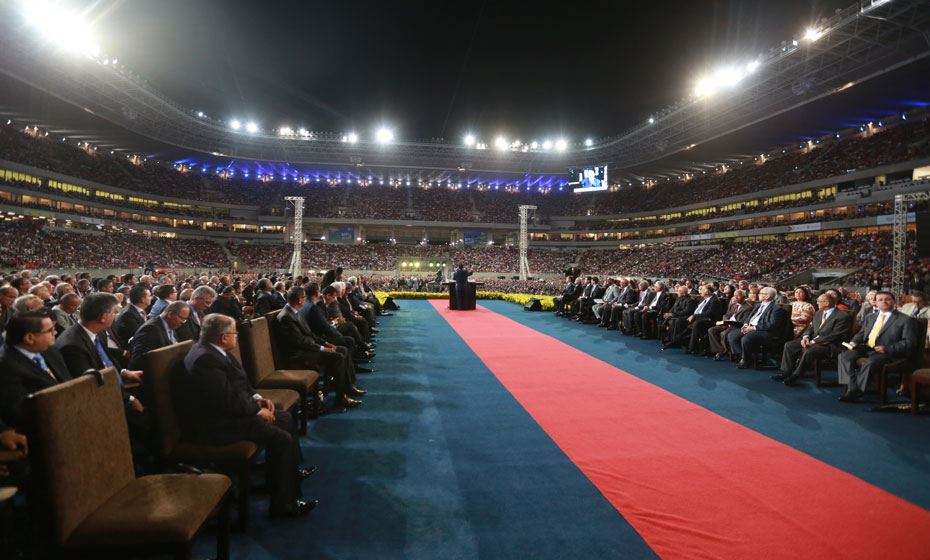
Abertura do centenário da Assembleia de Deus de Pernambuco em 2017

- Em 20 de outubro de 2018, a Arena de Pernambuco recebeu o maior evento de sua história, e também o maior público já registrado, com 57.721 pessoas: o encerramento do Centenário da Igreja Evangélica Assembleia de Deus em Pernambuco, presidido pelo Pastor Ailton José Alves.[29]

## Domingo na Arena
- No dia 24 de julho de 2016, a Arena de Pernambuco começou a sediar o projeto Domingo na Arena,[30] em que o público pode utilizar o espaço de forma gratuita, com diversas atrações esportivas, culturais e infantis, em todos os domingos em que não ocorram jogos de futebol oficiais nem eventos corporativos. Em 2016 ocorreram 17 edições, que levaram 125 mil pessoas ao espaço.
- Dentro do Domingo na Arena, ocorreram projetos paralelos como o Som na Arena[31] - concurso de bandas amadoras de pernambuco, e o Arena Radical,[32] evento que transformou o espaço em uma grande praça de esportes como rapel, tirolesa, eurobungy e skate downhill.
- Dentro do projeto, também foi instituído o bike tour - nova modalidade de tour para o público que queira conhecer as dependências da Arena de Pernambuco. Acompanhados por instrutores e guias, a população pode conhecer dependências como gramado e vestiários. No segundo semestre de 2016, mais de 10 mil pessoas visitaram a Arena.

## Cidade da Copa

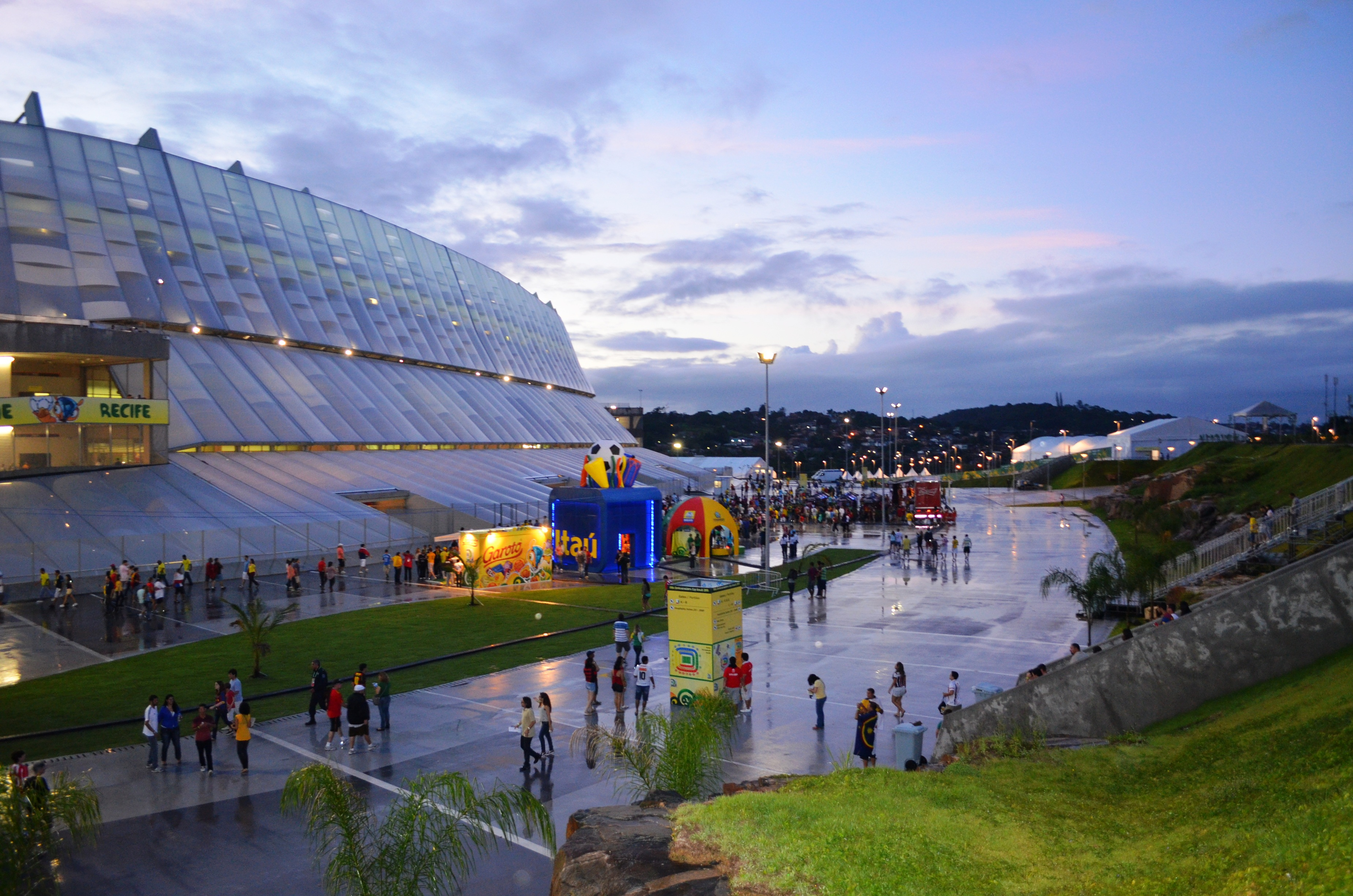
Acesso à Arena de Pernambuco

Em uma área de 270 hectares (equivalente a 300 campos oficiais de futebol), seria desenvolvida a Cidade da Copa. A nova centralidade urbana foi concebida para ser a primeira smart city da América Latina, sendo totalmente planejada e favorecendo o uso de transporte alternativo, a segurança e a preservação do meio ambiente.
- Arena de Pernambuco;
- Campus universitário;
- Parques e áreas verdes;
- Shopping center;
- Hotéis;
- Escritórios;
- Residências;
- Via expressa para BRT.

A Cidade da Copa foi apresentada pelo então governador de Pernambuco, Eduardo Campos, no dia 15 de janeiro de 2009, em um projeto orçado em mais de R$ 1,59 bilhão. No entanto, a construção de uma nova área urbana na zona oeste da Região Metropolitana do Recife, a 19 km do Marco Zero (marco inicial do Recife), nunca saiu do papel e se realmente fosse iniciada e concluída, teria um bairro de 40 mil habitantes, estádio de futebol (já existente), centro de convenções, hotéis, escolas, faculdade, centro de comando da polícia, entre outros equipamentos normais de uma cidade planejada. Todo esse complexo de construções dentro de 270 hectares seria às margens da BR-408, em São Lourenço da Mata.

## Localização
O complexo está localizado no município de São Lourenço da Mata, a 19 km do centro da capital Recife. Em um terreno às margens do Rio Capibaribe, na divisa com os municípios de Recife, Jaboatão dos Guararapes e Camaragibe. Distante 3 km do Terminal Integrado de Passageiros, o TIP, (Rodoviária Estadual) e próximo às Rodovias BR-101, BR-232 e BR-408.

## Mobilidade e acessibilidade

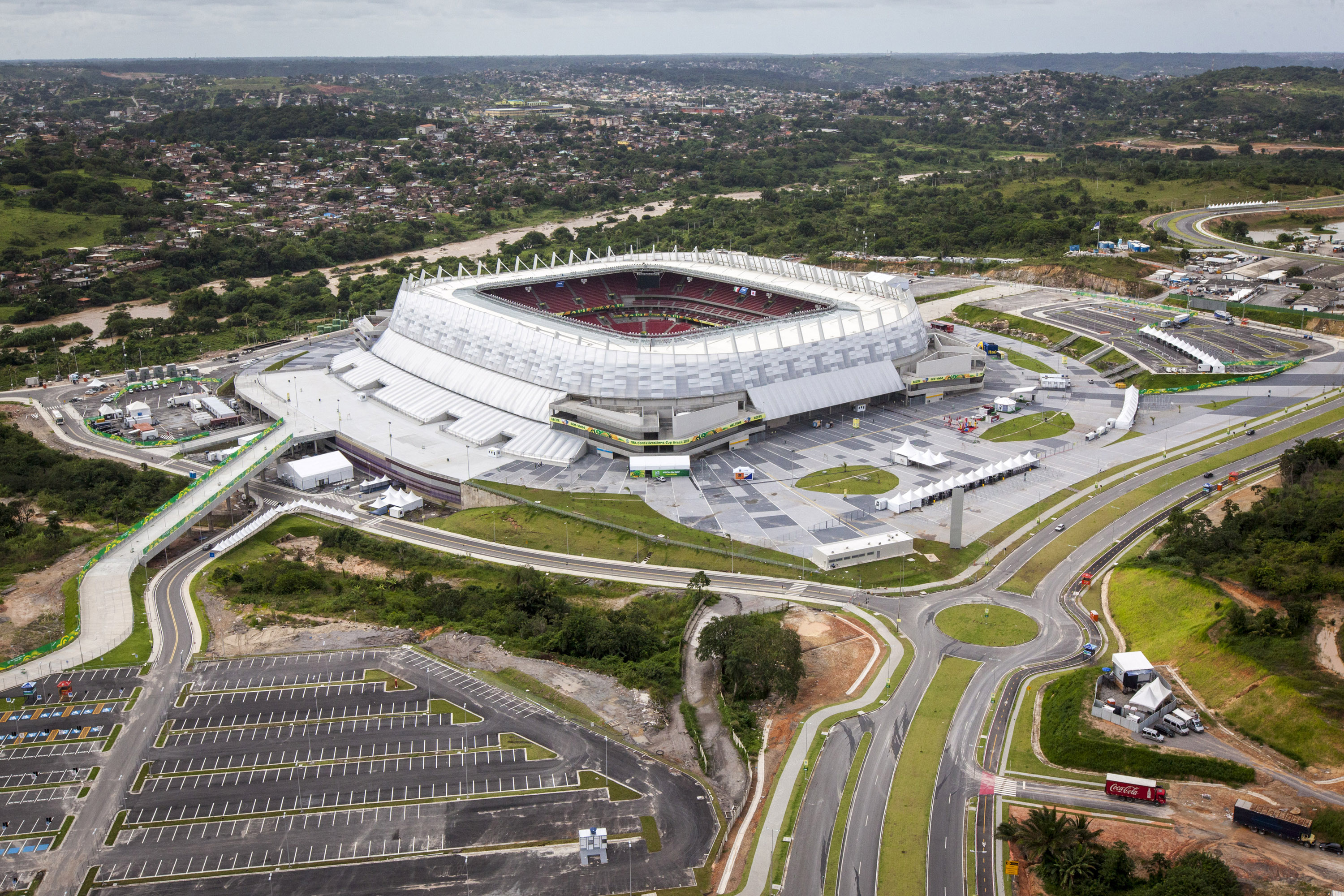
Detalhes da acessibilidade

Em 2011, o Governo de Pernambuco escolheu o Bus Rapid Transit (BRT) e o Veículo Leve sobre Trilhos (VLT) como os dois modais para o transporte de passageiros. Quatro vias são consideradas estratégicas, são elas:
- Corredor Norte-Sul, que interliga as Cidades de Igarassu no Litoral Norte até o centro do Recife, passando pela Avenida Cruz Cabugá (na região central de Recife).
- Corredor Leste-Oeste, que começa na Cidade de Camaragibe e segue até o Centro de Recife, passando pela Avenida Caxangá.
- Avenida Norte, que interliga a BR-101 até o Centro de Recife, cruzando o Corredor Norte-Sul na Avenida Cruz Cabugá.
- BR-101, que corta a RMR de Norte a Sul.
- BR-232, que liga o interior de Pernambuco a RMR.

Rodovias federais:
- BR-101: Em 2014 será reformada e receberá um corredor central, exclusivo para linhas de ônibus, dentro do perímetro urbano da Região Metropolitana do Recife.
- BR-408: Está atualmente sendo duplicada.

Vias municipais:
- Av. Recife - Necessita de requalificação e criação de um corredor exclusivo para ônibus.
- Av. Abdias de Carvalho - Necessita de requalificação e criação de um corredor exclusivo para ônibus.
- Ramal da Arena - Via de quatro quilômetros que liga a BR-408, na entrada da Arena Pernambuco, em São Lourenço da Mata, à rodovia PE-005 (Avenida Belmino Correia), em Camaragibe. O antigo "Ramal da Copa", deveria estar pronto ainda para a Copa do Mundo de 2014, mas o trecho está em obras e ainda custará R$ 60 milhões para sua conclusão.

Metrô de Recife:
- Estação "Cosme e Damião" do Metrorec, na Linha Centro. A Estação "Cosme e Damião" fica a 1,2km de distância da Arena de Pernambuco.
- Para os jogos da Copa das Confederações, haverá um esquema especial para os torcedores. O Acesso será gratuito, mediante a apresentação do ingresso da partida, nas estações Cajueiro Seco, Aeroporto, Antônio Falcão, Tancredo Neves, Shopping Recife, na Linha Sul e Joana Bezerra e Recife, na Linha Centro e Rodoviária (TIP), Cosme e Damião e Camaragibe na Linha Oeste. Também será incentivado que motoristas estacionem nos estacionamentos dos Shopping Center Recife, Shopping Guararapes e RioMar Shopping e de lá sigam em ônibus expresso para as estações de metrô da Linha Sul.